# Liste der Monuments historiques in Cindré
Die Liste der Monuments historiques in Cindré führt die Monuments historiques in der französischen Gemeinde Cindré auf.

## Liste der Bauwerke
| Bezeichnung       | Beschreibung                       | Standort | Kennzeichnung | Schutzstatus | Datum | Bild           |
| ----------------- | ---------------------------------- | -------- | ------------- | ------------ | ----- | -------------- |
| Château de Puyfol | Schloss, erbaut im 15. Jahrhundert | (Lage)   | PA00093063    | Classé       | 1925  | weitere Bilder |